# Bathyphantes orica
Espèce
Bathyphantes orica est une espèce d'araignées aranéomorphes de la famille des Linyphiidae.

## Distribution
Cette espèce se rencontre aux États-Unis en Californie, en Oregon et au Washington et au Canada en Colombie-Britannique,.

## Description
Le mâle holotype mesure 2,6 mm et la femelle paratype 2,5 mm.

## Publication originale
- Ivie, 1969 : North American spiders of the genus Bathyphantes (Araneae, Linyphiidae). American Museum novitates, no 2364, p. 1-70 (texte intégral).